# Eldbuksspett
Eldbuksspett (Chloropicus pyrrhogaster) är en afrikansk fågel i familjen hackspettar inom ordningen hackspettartade fåglar. Den förekommer i låglänta skogspartier i Västafrika, från Sierra Leone till Kamerun. Beståndet anses vara livskraftigt.

## Utseende och läte
Eldbuksspett är en stor och långnäbbad hackspett. Den har olivgrön rygg, röd övergump och kraftigt tecknad undersida med en tydlig röd strimma nerför buken. Huvudet är vältecknat, med rött på hjässa och nacke hos hanen och svart hos honan. Bland lätena hörs vassa "kwip", en serie med liknande toner och ett snabbt gnäggande. Den trummar distinkt i cirka två sekunder.

## Utbredning och systematik
Fågeln förekommer från Sierra Leone och södra Guinea till södra Nigeria och sydvästra Kamerun. Den behandlas som monotypisk, det vill säga att den inte delas in i några underarter.

### Släktestillhörighet
Eldbuksspett tillhör en grupp med afrikanska hackspettar som står nära de europeiska och asiatiska hackspettarna mellanspett, brunpannad hackspett, arabspett och mahrattaspett. Det är dock omstritt i hur många släkten gruppen ska delas in i. International Ornithological Congress (IOC) väljer att urskilja tre arter i Chloropicus, varav eldbuksspett är en, medan övriga förs till Dendropicos. Howard & Moore delar upp släktet ytterligare, utöver IOC:s indelning även askspettarna och olivspett i Mesopicus och brunryggig hackspett som ensam art i släktet Ipophilus. Birdlife International, däremot, placerar alla i Dendropicos, även arabspetten. Här följs indelningen hos IOC.

## Levnadssätt
Eldbuksspetten hittas i låglänta områden i regnskog, galleriskog och plantage. Den födosöker enstaka eller i par, framför allt på döda trädstammar där den hackar efter skalbaggelarver och andra insekter.

## Status
Arten har ett stort utbredningsområde och beståndet anses vara stabilt. Internationella naturvårdsunionen IUCN listar den därför som livskraftig (LC).